# (8826) Corneville
(8826) Corneville est un astéroïde de la ceinture principale.

## Description
(8826) Corneville est un astéroïde de la ceinture principale. Il fut découvert le 13 août 1988 à l'Observatoire de Haute-Provence par Eric Walter Elst. Il présente une orbite caractérisée par un demi-grand axe de 3,16 UA, une excentricité de 0,19 et une inclinaison de 0,5° par rapport à l'écliptique.

## Compléments